# 2020년 벤쿠버 국제 영화제
제39회 벤쿠버 국제 영화제는 2020년 9월 24일에 열린 시상식이다.

## 수상 및 후보

### 씨 투 스카이상
- 넉스알크 라디오 - 반치 하누세 수상

### 씨 투 스카이상 특별언급
- 코스믹 - 메레디스 하마-브라운 수상

### 캐나다 장편상
- 빈스 - 트레이시 디어 수상

### 캐나다 단편상
- 배드 오멘 - 살라 파쉬투냐르 수상

### 캐나다 장편상 특별언급
- 나디아, 나빌레라 - 파스칼 플랜트 수상

### 캐나다 단편상 특별언급
- 문 - 조 펠챗 수상

### 캐나다 신인감독상
- 바이오레이션 - 마들렌 심즈-퓨어 수상

### 캐나다 다큐멘터리상
- 콜 미 휴먼 - 킴 오봄사윈 수상

### 캐나다 다큐멘터리상 특별언급
- 프레이어 포 어 로스트 미튼 - 쟝 프랑소와 르사쥬 수상

### VIFF 임팩트 상
- 나는 왜 팔짝팔짝 뛸까 - 제리 로스웰 수상

### VIFF 임팩트: 롭 스튜어트 에코 워리어상
- 나무의 숨겨진 삶 - Peter Wohlleben 수상

### BC 작품상
- 더 커스 오브 윌로우 송 - 카렌 램 수상

### BC 신인감독상
- 브라더, 아이 크라이 - 제시 안소니 수상

### 베스트 BC 단편 영화 상
- 케이크 데이 - 필립 토마스 수상

### 베스트 BC 단편 영화 상 특별언급
- 썬큰 케이브 엔드 어 마이그레이팅 버드 - 구리 우 수상

### 컨템포러리 월드 시네마
- 어나더 라운드 - 토마스 빈터베르그
- 배드 테일즈 - 파비오 디노첸초 외 1명
- 블랙 베어 - 로렌스 마이클 레빈
- 폴링 - 비고 모텐슨
- 파더 - 슬로단 고르보비치
- 함마메트 - 지아니 아멜리오
- 히어 위 아 - 니르 버그만
- 인 더 네임 오브 더 랜드 - 에두아르 버죤
- 칼라 아자르 - 야니스 라파일리도우
- 라스트 앤 퍼스트 맨 - 요한 요한슨
- 메르켈 - 아나토미 오브 어 크리시스 - 스테판 바그너
- 모굴 모글리 - 바삼 터릭
- 마이 동키, 마이 러버 & 아이 - 캐롤라인 버그널
- 마이 멕시칸 브레첼 - 누리아 지메네즈
- 마이 원더풀 완다 - 베티나 오벌리
- 온 더 콰이어트 - 졸탄 나기
- 사리타 - 세르지오 바쏘
- 시베리아 - 아벨 페라라
- 썸머 오브 85 - 프랑소와 오종
- 테일스 오브 더 락다운 - 페르난도 콜로모 외 4명
- 더 펜슬 - 나탈리아 나자로바
- 더 레스터레이션 - 알론소 로사
- 양치기 여성과 일곱 노래 - 푸쉬펜드라 싱
- 데어 이즈 노 이블 - 모함마드 라술로프
- 디스 이즈 마이 디자이어 - 츄코 에시리 외 1명
- 엉클 - 렌 프렐 패터슨
- 운디네 - 크리스티안 펫졸드
- 얄다, 어 나이트 포 포기브니스 - 마수드 바크시
- 옐로우 선글라스 - 이반 모라 만자노
- 서번츠 - 이반 오스트로초브스키

### 트루 노스
- 아킬라 이스케이프 - 찰스 오피서
- 빈스 - 트레이시 디어
- 브라더, 아이 크라이 - 제시 안소니
- 콜 미 휴먼 - 킴 오봄사윈
- 체인드 - 타이투스 헤켈
- 이벤트 트렌스파이어링 비포, 듀링, 엔드 애프터 어 하이 스쿨 바스켓볼 게임 - 테드 스텐슨
- 퍼스트 위 이트 - 수잰 크로커
- 플라워스 오브 더 필드 - 스탠리 앤드류스
- 퍼킹 이디엇 - 데이빗 밀처드
- 해피 플레이스 - 헬렌 쉐이버
- 인컨비니언트 인디언 - 미쉘 라티머
- 존 웨어 리클레임드 - 셰릴 포고
- 몽키 비치 - 로레타 사라 토드
- 마이 샐린저 이어 - 필리프 팔라도
- 나디아, 버터플라이 - 파스칼 플랜트
- 노 오디너리 맨 - 애슐링 친이
- 노 비저블 트라우마 - 마크 세파 프란코유 외 1명
- 핑크 레이크 - 에밀리 간 외 1명
- 프레이어 포 어 로스트 미튼 - 쟝 프랑소와 르사쥬
- 세인트-나르시스 - 브루스 라 브루스
- 더 뉴 코퍼레이션: 디 언포쳐너틀리 네세서리 시퀄 - 조엘 바칸 외 1명

### VIFF 임팩트
- 성범죄자를 잡아라 - 비트 클루삭 외 1명
- 시티즌 펜 - 돈 하디 주니어
- 큐어드 - 베넷 싱어 외 1명
- 아이 엠 낫 어 히어로 - 파블로 디아즈 크루츤
- 나는 왜 팔짝팔짝 뛸까 - 제리 로스웰
- 우먼 인 블루 - 디어드리 피쉘

### M/A/D
- 프리다 칼로 - 알리 레이
- 인 더 트랙 오브 스페셜 에디션 - 파스칼 쾨노
- 지미 카터: 로큰롤 프레지던트 - 매리 워튼
- 마가이 마린: 타임 투 액트 - 다비드 망부슈
- 마르셀 뒤샹: 아트 오브 더 파서블 - 매튜 테일러
- 파리 캘리그램 - 울리케 오팅거
- 마이 렘브란트 - 우카 후겐데이크

### 알터드 스테이츠
- 점보 - 조이 위톡
- 랩시스 - 노아 허턴
- 산자루 - 시아 매그너스
- 주식회사 스페셜액터스 - 우에다 신이치로
- 더 커스 오브 윌로우 송 - 카렌 램
- 바이오레이션 - 마들렌 심즈-퓨어

### 국제 단편 부문
- 엠티 플레이시스 - 제프리 드 클리시
- 홈리스 홈 - 알베르토 바즈케스
- 마라코트 - 파르누시 아베디레나니
- 더 패럿 레이디 - 미칼리스 콜로파이디스
- 더 로스 오브 다마스커스 - 가브리엘 곤잘레즈 구이롤라 외 1명
- 쉽, 울프 앤 어 컵 오브 티... - 마리옹 라코트
- 투 제라드 - 테일러 미첨
- 투 더 더스티 씨 - 엘로이즈 펄레이
- 웨이드 - 우파마뉴 바타차리야 외 1명
- 더 윈터 - 신 리
- A La Carte - Jay Do
- 플로리스 - 나단 프랭크
- 플러쉬 - 디에고 프레이타스
- 씬 시엘로 - 지안나 마텐
- The Twins - Cru Bannon 외 2명
- 유니언 카운티 - 아담 믹스
- 화이트 아이 - 토머 슈샨
- 더 북 오브 루스 - 베카 로스
- 아이 원트 투 메이크 어 필름 어바웃 우먼 - 카렌 펄먼
- 일루션 - 로렌초 쿠아글리오찌
- 제인 - 캐서린 프레스콧
- 리틀 치프 - 에리카 트렘블레이
- 나우, 다프네 - 요한 G. 루이스
- 쉬 - 맷 그린핼프
- 어 우먼 - 타미나 라파엘라

### 모즈
- 올, 오어 낫씽 엣 올 - 퍼시즌 브로어센 외 1명
- 이스케이프 고트 - 시드 이안도브카
- 인 타임스 오브 디셉션 - 마이클 헤인들
- 비커밍 얼루비움 - 타오 응우옌 판
- 어 데몬스트레이션 - 사샤 리트빈테세바 외 1명
- 디지털 퓨너럴: 베타 버전 - 소라요스 프라파판
- 디 엔드 오브 서퍼링 (어 프로포절) - 자클린 렌트조
- 어 먼스 오브 싱글 프레임스 - 린 삭스
- 플레이백 - 아구스티나 코메디
- 비터스위트 - 소흐랍 후라

### 게이트웨이
- 어 라이프 턴드 업사이드 다운: 마이 대드 언 알콜홀릭 - 카타기리 켄지
- 기기괴괴 성형수 - 조경훈
- 댄싱 메리 - 사부
- 질식할 것 같은 추억 - 륭밍카이 외 1명
- 미키 온 더 로드 - 루미엔미엔
- 남매의 여름밤 - 윤단비
- 프린스 에드워드역에서: 내 오랜 남자친구에게 - 노리스 웡 이람
- 상하이 스윙스 - 양 밍텡
- 더 타운 오브 헤드카운츠 - 신지 아라키
- 아저씨 x 아저씨 - 레이 영

### 인사이트
- 아네르카, 생명의 숨결 - 마쿠 레무스칼리오 외 1명
- 인투 더 스톰 - 애덤 브라운
- 저니 투 유토피아 - 에르랜드 E. 모
- 마이 보이스 윌 비 위드 유 - 브루노 트랙크
- 원스 어폰 어 타임 인 베네수엘라 - 애나벨 로드리게스 리오스
- 슈퍼 프렌치 - 체이스 오그던
- 더 레이스 투 알래스카 - 잭 카버
- 타임 - 가렛 브래들리
- 울프 워크 - 장-미셸 베트랑

### 숏 포럼
- 아닉샤 - 빈센트 토이
- 어거스트 22, 디스 이어 - 그레이엄 포이
- 브레이킹 업 포 더 모던 걸 - 시드니 니콜 헐로프
- 케이크 데이 - 필립 토마스
- 디퍼 아이 고 - 마이클 P. 비들러
- 더 포폴드 - 알리시 텔렌구트
- 인투 워터 - 콜 포레스트
- 투 - 수잔 프리슨
- 캐넉스 라이엇 II - 르와이스 배넷
- 이븐 인 더 사일런스 - 조나단 엘리어트
- 로라 - 카얄라 와첼
- 팔로우어 팜 - 레베카 러브
- 스프링 타이드 - 쟝 파르송스
- 토워드 유 - 메이삼 모타제디
- 주 - 윌 니아바
- 애즈 스프링 컴스 - 마리에-이브 주스테
- 더 그레이트 말레이즈 - 캐서린 르페이지
- 문 - 조 펠챗
- 어 뉴 리쉬 온 라이프 - 다니엘 제프리
- 넉스알크 라디오 - 반치 하누세
- 래그 돌 - 레온 리
- 스트롱 선 - 이안 바와
- 석커 - 한나 치스먼
- 배드 오멘 - 살라 파쉬투냐르
- 베니 베스트 버스데이 - 벤자민 스추어트제
- 보어덤 - 매쉬 알람
- 코스믹 - 메레디스 하마-브라운
- emicetocet-Many Bloodlines - THEOLA ROSS
- 에브리 데이즈 라이크 디스 - 레프 루이스
- 더 페이크 캘린더 - 메키 오타와
- 썬큰 케이브 엔드 어 마이그레이팅 버드 - 구리 우
- 더 트립 - 미키지 미고나 파파티
- 더 아키비스트 - 이고르 드랴차
- 블랙 포레스트 사나토리움 - 다이아나 쏘니크로프트
- 퍼스트 퍼슨 슈터 - 콜 커쉬
- 폼 - 오마르 엘하미
- 걸스 슈든트 워크 얼론 엣 나이트 - 캐터린 마티노
- 더 트레인 스테이션 - 리아나 패트릭
- 바이븐 - 니샤 플래처
- Uu?uu~tah - Chad Charlie